# Léon Serpollet

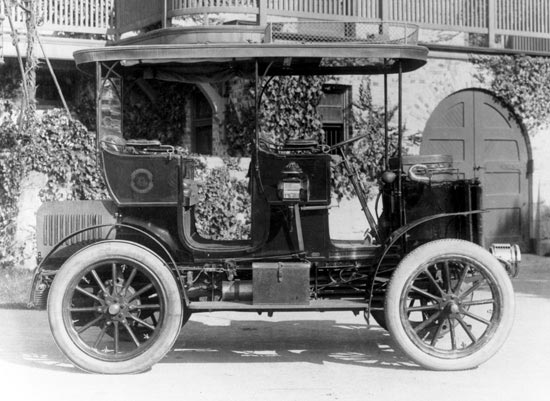
Samochód konstrukcji Serpolleta

Léon Serpollet (1858–1907) – francuski inżynier. Był konstruktorem kotłów parowych oraz samochodów o napędzie parowym.

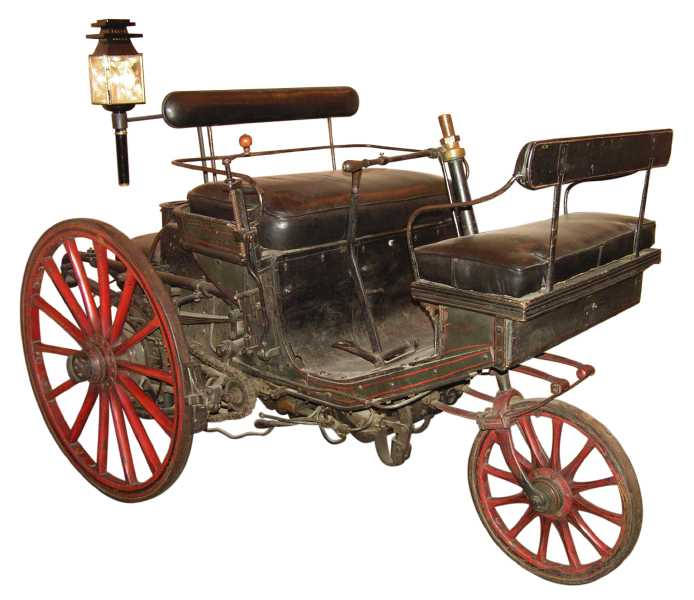
Trójkołowy samochód konstrukcji Serpolleta

W 1902 roku pobił ówczesny rekord prędkości samochodu, osiągając prędkość 120 km/h. Dokonał tego samochodem parowym swojej konstrukcji.